# Grand Prix automobile d'Azerbaïdjan 2021
GP précédent GP suivant
Le Grand Prix automobile d'Azerbaïdjan 2021 (2021 Formula 1 Azerbaijan Grand Prix) disputé le 6 juin 2021 sur le circuit urbain de Bakou, est la 1041e épreuve du championnat du monde de Formule 1 courue depuis 1950. Il s'agit de la quatrième édition du Grand Prix d'Azerbaïdjan comptant pour le championnat du monde de Formule 1 et la sixième manche du championnat 2021. Si le Grand Prix n'a pas été disputé en 2020, faisant partie des treize courses annulées dans le contexte de la pandémie de Covid-19, cette édition se tient à huis clos.
Au volant de sa Ferrari SF21, agile dans la partie sinueuse du circuit et, surtout, en bénéficiant de l'aspiration offerte par Lewis Hamilton dans le troisième secteur qui débouche sur la longue ligne droite de 2,2 km, Charles Leclerc obtient sa deuxième pole position consécutive de la saison et la neuvième de sa carrière. Il est accompagné en première ligne par le septuple champion du monde, ravi des performances de sa monoplace après un début de weekend chaotique pour Mercedes bien que relégué à deux dixièmes de seconde. Ces qualifications sont interrompues à quatre reprises au drapeau rouge, à cause des accidents en Q1 de Lance Stroll puis Antonio Giovinazzi dans le virage no 15 puis, dans le virage no 3, de Daniel Ricciardo en Q2 et, au même endroit en fin de Q3, de Yuki Tsunoda et de Carlos Sainz Jr. qui roulait derrière lui qui, surpris, bloque ses roues et perd le contrôle de sa monoplace. Comme à Monaco, Leclerc part en tête grâce à son temps réalisé lors de sa première tentative, son deuxième tour rapide ainsi que ceux de ses principaux rivaux ayant été interrompus par le double accident de Tsunoda et Sainz. Sur la deuxième ligne, Max Verstappen est accompagné par Pierre Gasly qui égale son meilleur résultat en qualifications avec un quatrième temps. Les positions derrière Sainz, cinquième, sont chamboulées à la suite de la pénalité d'un recul de trois places infligée à Lando Norris qui n'a pas respecté le drapeau rouge après l'accident de Giovinazzi. En conséquence, Sergio Pérez rejoint le pilote espagnol en troisième ligne alors que la quatrième ligne est constituée de Tsunoda (présent en Q3 pour la première fois) et de Fernando Alonso et que Norris devance Valtteri Bottas, en difficulté avec sa W12, sur la cinquième ligne.
Sergio Pérez remporte la deuxième victoire de sa carrière et sa première avec Red Bull Racing, alors que les deux meneurs du championnat, Max Verstappen et Lewis Hamilton, se neutralisent en ne marquant aucun point. Sebastian Vettel offre à Aston Martin son premier podium dans la discipline-reine et Pierre Gasly, après une belle passe d'armes avec Charles Leclerc, arrache la troisième place. 
Au départ, Charles Leclerc ne parvient pas à conserver l'avantage de sa pole position au delà des premiers virages : dès la fin de la première boucle, Lewis Hamilton, profitant uniquement de l'aspiration, le dépasse avec facilité  dans la grande ligne droite. Celle-ci est à nouveau fatale au pilote Ferrari qui, en quelques tours, ne peut résister ni à Max Verstappen ni à Sergio Pérez qui a gagné trois places au départ et prend la troisième position. Les premiers arrêts au stand changent la donne puisqu'Hamilton, qui s'arrête le premier au douzième tour, est dépassé par Verstappen qui s'est arrêté une boucle plus tard. Au passage suivant le septuple champion du monde subit la même sanction face à Pérez qui le dépasse à son retour en piste. De la même façon, Leclerc se fait subtiliser la quatrième place par Gasly qui s'est arrêté après lui. Les pilotes Aston Martin choisissent d'adopter une stratégie les conduisant à effectuer un long premier relais ; Vettel se retrouve ainsi en tête de la course après quatorze tours et ne rentre au stand qu'au dix-neuvième passage, laissant le champ libre à Verstappen, suivi de son coéquipier et d'Hamilton. Alors que Stroll ne s'est toujours pas arrêté pour changer ses pneus durs après vingt-neuf boucles, son pneu arrière gauche explose dans la grande ligne droite, provoquant l'entrée en piste de la voiture de sécurité. Lors de la relance, après six tours de neutralisation,  Vettel dépasse Leclerc puis Gasly et s'installe en quatrième position. 
L'épreuve semble se diriger vers le premier doublé des Red Bull depuis 2016, Max Verstappen caracolant en tête et alignant les records du tour, tandis qu'Hamilton ne trouve pas l'ouverture derrière Pérez lorsque, à cinq tours de l'arrivée, le pneu arrière gauche de la monoplace du pilote néerlandais explose à pleine vitesse dans la ligne droite. La RB16B, fracassée dans le mur, laisse de nombreux débris sur la piste. La même mésaventure étant auparavant arrivée à Lance Stroll, lui aussi en pneus durs usés, la direction de course, qui craint de voir se multiplier ce type d'incident, interrompt l'épreuve au drapeau rouge et renvoie les pilotes dans la voie des stands pour qu'ils puissent tous se chausser de neuf. La course est relancée pour deux tours, avec départ arrêté, Pérez occupant la position de tête sur la nouvelle grille, devant Hamilton. Ce dernier, dont les freins surchauffent,  prend néanmoins un meilleur départ mais appuie malencontreusement sur un bouton désactivant ses freins arrière et part tout droit dans l'échappatoire ; le temps de reprendre la piste, il termine quinzième. Vettel se retrouve alors deuxième derrière Pérez. Leclerc et Gasly se livrent une belle passe d'armes pour le gain de la troisième place, le pilote français de l'AlphaTauri ayant le dernier mot, sous les yeux de Lando Norris qui tente, sans succès, de s'infiltrer devant eux. Gasly obtient ainsi le troisième podium de sa carrière après une deuxième place au Brésil en 2019 et sa victoire à Monza en 2020. Norris prend les dix points de la cinquième place tandis que Fernando Alonso, dixième sur la nouvelle grille, se classe sixième après avoir dépassé successivement Daniel Ricciardo, Carlos Sainz et Yuki Tsunoda. Le Japonais, septième, amène ainsi la deuxième AlphaTauri dans les points, devant Sainz, qui a tout perdu en commettant un tout droit dans le virage no 8 au onzième tour, suivi par Ricciardo et Kimi Räikkönen qui prend le dernier point en jeu, prenant le meilleur sur son coéquipier Antonio Giovinazzi dans l'avant-dernier tour. Le point bonus du meilleur tour en course n'est pas attribué, Verstappen se classant seulement dix-huitième.
Au championnat du monde, les positions de Verstappen (105 points) et Lewis Hamilton (101 points) restent figées alors que Sergio Pérez grimpe à la troisième place (69 points), devant Lando Norris (66 points), Charles Leclerc (52 points) et Valtteri Bottas, en perdition à Bakou, douzième à l'arrivée, qui rétrograde au sixième rang (47 points). Suivent Sainz (42 points), Pierre Gasly (31 points) et Sebastian Vettel (28 points) qui progressent aux huitième et neuvième rangs, puis Daniel Ricciardo, dixième (26 points). Chez les constructeurs, Red Bull (174 points) profite du double échec de Mercedes (148 points) pour augmenter son avance. Ferrari s'installe à la troisième place (94 points), dépassant McLaren (92 points). Plus loin, AlphaTauri (39 points) devance, de peu, Aston Martin (37 points) suivi par Alpine (25 points) et Alfa Romeo (2 points) ; Williams et Haas n'ont toujours pas marqué.

## Pneus disponibles
| Pneus pour piste sèche | Pneus pour piste sèche | Pneus pour piste sèche | Pneus pluie    | Pneus pluie |
| ---------------------- | ---------------------- | ---------------------- | -------------- | ----------- |
| Durs (Type C3)         | Medium (Type C4)       | Tendres (Type C5)      | Intermédiaires | Pluie       |

## Essais libres

### Première séance, le vendredi de 10 h 30 à 11 h 30
| Pos. | Pilote           | Voiture          | Chrono         | Écart     |
| ---- | ---------------- | ---------------- | -------------- | --------- |
| 1    | Max Verstappen   | Red Bull-Honda   | 1 min 43 s 184 |           |
| 2    | Charles Leclerc  | Ferrari          | 1 min 43 s 227 | + 0 s 043 |
| 3    | Carlos Sainz Jr. | Ferrari          | 1 min 43 s 521 | + 0 s 337 |
| 4    | Sergio Pérez     | Red Bull-Honda   | 1 min 43 s 630 | + 0 s 446 |
| 5    | Daniel Ricciardo | McLaren-Mercedes | 1 min 43 s 732 | + 0 s 548 |
| 6    | Pierre Gasly     | AlphaTauri-Honda | 1 min 43 s 757 | + 0 s 573 |

### Deuxième séance, le vendredi de 14 h à 15 h
| Pos. | Pilote           | Voiture          | Chrono         | Écart     |
| ---- | ---------------- | ---------------- | -------------- | --------- |
| 1    | Sergio Pérez     | Red Bull-Honda   | 1 min 42 s 115 |           |
| 2    | Max Verstappen   | Red Bull-Honda   | 1 min 42 s 216 | + 0 s 101 |
| 3    | Carlos Sainz Jr. | Ferrari          | 1 min 42 s 243 | + 0 s 128 |
| 4    | Charles Leclerc  | Ferrari          | 1 min 42 s 436 | + 0 s 321 |
| 5    | Pierre Gasly     | AlphaTauri-Honda | 1 min 42 s 534 | + 0 s 419 |
| 6    | Fernando Alonso  | Alpine-Renault   | 1 min 42 s 693 | + 0 s 578 |

- Cette séance, comme la précédente, est émaillée de tout-droits après des freinages ratés, se finissant souvent dans les échappatoires ou dans les protections, comme pour Charles Leclerc qui a dû rentrer aux stands pour récupérer un nouveau museau, celui-ci étant resté sur la piste[5].
- Les Mercedes connaissent les mêmes problèmes qu'à Monaco, deux semaines plus tôt, Lewis Hamilton réalisant le onzième temps, à plus d'une seconde de Pérez, tandis que Valtteri Bottas est seizième, à deux secondes[5].

### Troisième séance, le samedi de 11 h à 12 h
| Pos. | Pilote           | Voiture          | Chrono         | Écart     |
| ---- | ---------------- | ---------------- | -------------- | --------- |
| 1    | Pierre Gasly     | AlphaTauri-Honda | 1 min 42 s 251 |           |
| 2    | Sergio Pérez     | Red Bull-Honda   | 1 min 42 s 595 | + 0 s 344 |
| 3    | Lewis Hamilton   | Mercedes         | 1 min 42 s 697 | + 0 s 446 |
| 4    | Charles Leclerc  | Ferrari          | 1 min 42 s 778 | + 0 s 527 |
| 5    | Carlos Sainz Jr. | Ferrari          | 1 min 43 s 006 | + 0 s 755 |
| 6    | Lando Norris     | McLaren-Mercedes | 1 min 43 s 011 | + 0 s 760 |

- À la mi-séance, chaussé en pneus durs, Max Verstappen rate son freinage au virage no 15, tape les protections et plie sa suspension avant-droite[7]. La Red Bull, immobilisée, provoque l'interruption de la séance au drapeau rouge, le temps de la dégager, ce qui interrompt le travail du Néerlandais en vue des qualifications et de la course ; il n'obtient que le quinzième temps de la séance à 1 s et 7 dixièmes de Pierre Gasly[7].

## Séance de qualification

### Résultats des qualifications
| Pos.                                                                                      | Pilote             | Écurie                | Qualifications 1 | Qualifications 2 | Qualifications 3 |
| ----------------------------------------------------------------------------------------- | ------------------ | --------------------- | ---------------- | ---------------- | ---------------- |
| 1                                                                                         | Charles Leclerc    | Ferrari               | 1 min 42 s 241   | 1 min 41 s 659   | 1 min 41 s 218   |
| 2                                                                                         | Lewis Hamilton     | Mercedes              | 1 min 41 s 545   | 1 min 41 s 634   | 1 min 41 s 450   |
| 3                                                                                         | Max Verstappen     | Red Bull-Honda        | 1 min 41 s 760   | 1 min 41 s 625   | 1 min 41 s 563   |
| 4                                                                                         | Pierre Gasly       | AlphaTauri-Honda      | 1 min 42 s 288   | 1 min 41 s 932   | 1 min 41 s 565   |
| 5                                                                                         | Carlos Sainz Jr.   | Ferrari               | 1 min 42 s 121   | 1 min 41 s 740   | 1 min 41 s 576   |
| 6                                                                                         | Lando Norris       | McLaren-Mercedes      | 1 min 42 s 167   | 1 min 41 s 813   | 1 min 41 s 747   |
| 7                                                                                         | Sergio Pérez       | Red Bull-Honda        | 1 min 41 s 968   | 1 min 41 s 630   | 1 min 41 s 917   |
| 8                                                                                         | Yuki Tsunoda       | AlphaTauri-Honda      | 1 min 42 s 521   | 1 min 41 s 654   | 1 min 42 s 211   |
| 9                                                                                         | Fernando Alonso    | Alpine-Renault        | 1 min 42 s 934   | 1 min 42 s 195   | 1 min 42 s 237   |
| 10                                                                                        | Valtteri Bottas    | Mercedes              | 1 min 42 s 701   | 1 min 42 s 106   | 1 min 42 s 659   |
| 11                                                                                        | Sebastian Vettel   | Aston Martin-Mercedes | 1 min 42 s 460   | 1 min 42 s 224   |                  |
| 12                                                                                        | Esteban Ocon       | Alpine-Renault        | 1 min 42 s 426   | 1 min 42 s 273   |                  |
| 13                                                                                        | Daniel Ricciardo   | McLaren-Mercedes      | 1 min 42 s 304   | 1 min 42 s 558   |                  |
| 14                                                                                        | Kimi Räikkönen     | Alfa Romeo-Ferrari    | 1 min 42 s 923   | 1 min 42 s 587   |                  |
| 15                                                                                        | George Russell     | Williams-Mercedes     | 1 min 42 s 728   | 1 min 42 s 758   |                  |
| 16                                                                                        | Nicholas Latifi    | Williams-Mercedes     | 1 min 44 s 128   |                  |                  |
| 17                                                                                        | Mick Schumacher    | Haas-Ferrari          | 1 min 44 s 158   |                  |                  |
| 18                                                                                        | Nikita Mazepin     | Haas-Ferrari          | 1 min 44 s 238   |                  |                  |
| Temps minimal à réaliser pour la qualification : 1 min 48 s 653 (107 % de 1 min 41 s 545) |                    |                       |                  |                  |                  |
| Nq.                                                                                       | Lance Stroll       | Aston Martin-Mercedes | Pas de temps     |                  |                  |
| Nq.                                                                                       | Antonio Giovinazzi | Alfa Romeo-Ferrari    | Pas de temps     |                  |                  |

### Grille de départ
- Initialement non qualifiés, Lance Stroll et Antonio Giovinazzi, repêchés par les commissaires de course, sont autorisés à prendre le départ, dans cet ordre, depuis les deux dernières places de la grille de départ[9],[10].
- Auteur du sixième temps, Lando Norris est pénalisé d'un recul de trois places sur la grille de départ pour ne pas avoir respecté le drapeau rouge lors de la Q1, après l'accident d'Antonio Giovinazzi ; alors que ce drapeau rouge est déployé, il rate l'entrée obligatoire dans la voie des stands et poursuit son tour. Les commissaires de course expliquent qu'une telle faute vaut normalement cinq places de pénalité mais que, compte-tenu de la position de Norris sur la piste et du très court temps de réaction possible après échange radio avec son stand, ils la réduisent à trois places ; il s'élance de la neuvième place, en cinquième ligne. En conséquence, Sergio Pérez, Yuki Tsunoda et Fernando Alonso remontent d'une place sur la grille[11],[12].

## Course

### Classement de la course
| Pos. | no | Pilote             | Écurie                | Tours | Temps/Abandon                      | Grille | Points |
| ---- | -- | ------------------ | --------------------- | ----- | ---------------------------------- | ------ | ------ |
| 1    | 11 | Sergio Pérez       | Red Bull-Honda        | 51    | 2 h 13 min 36 s 410 (137,440 km/h) | 6      | 25     |
| 2    | 5  | Sebastian Vettel   | Aston Martin-Mercedes | 51    | + 1 s 385                          | 11     | 18     |
| 3    | 10 | Pierre Gasly       | AlphaTauri-Honda      | 51    | + 2 s 762                          | 4      | 15     |
| 4    | 16 | Charles Leclerc    | Ferrari               | 51    | + 3 s 828                          | 1      | 12     |
| 5    | 4  | Lando Norris       | McLaren-Mercedes      | 51    | + 4 s 754                          | 9      | 10     |
| 6    | 14 | Fernando Alonso    | Alpine-Renault        | 51    | + 6 s 382                          | 8      | 8      |
| 7    | 22 | Yuki Tsunoda       | AlphaTauri-Honda      | 51    | + 6 s 624                          | 7      | 6      |
| 8    | 55 | Carlos Sainz Jr.   | Ferrari               | 51    | + 7 s 709                          | 5      | 4      |
| 9    | 3  | Daniel Ricciardo   | McLaren-Mercedes      | 51    | + 8 s 874                          | 13     | 2      |
| 10   | 7  | Kimi Räikkönen     | Alfa Romeo-Ferrari    | 51    | + 9 s 576                          | 14     | 1      |
| 11   | 99 | Antonio Giovinazzi | Alfa Romeo-Ferrari    | 51    | + 10 s 254                         | 20     |        |
| 12   | 77 | Valtteri Bottas    | Mercedes              | 51    | + 11 s 264                         | 10     |        |
| 13   | 47 | Mick Schumacher    | Haas-Ferrari          | 51    | + 14 s 241                         | 17     |        |
| 14   | 9  | Nikita Mazepin     | Haas-Ferrari          | 51    | + 14 s 315                         | 18     |        |
| 15   | 44 | Lewis Hamilton     | Mercedes              | 51    | + 17 s 668                         | 2      |        |
| 16   | 6  | Nicholas Latifi    | Williams-Mercedes     | 51    | + 42 s 379 (dont 30 s de pénalité) | 16     |        |
| 17   | 63 | George Russell     | Williams-Mercedes     | 48    | Boîte de vitesses                  | 15     |        |
| 18   | 33 | Max Verstappen     | Red Bull-Honda        | 45    | Accident                           | 3      |        |
| Abd. | 18 | Lance Stroll       | Aston Martin-Mercedes | 29    | Accident                           | 19     |        |
| Abd. | 31 | Esteban Ocon       | Alpine-Renault        | 3     | Turbo                              | 12     |        |

- Nicholas Latifi est pénalisé de trente secondes à cause d'une erreur de son ingénieur de course qui lui a demandé de rester en piste derrière la voiture de sécurité lors de la neutralisation du 47e tour au lieu de regagner la voie des stands[14],[12].
- Bien qu'ils aient abandonné, à l'entame du 46e tour pour Max Verstappen et au 48e tour pour George Russell, ces pilotes sont classés respectivement dix-huitième et dix-septième, ayant couvert au moins 90 % de la distance totale du Grand Prix[15].

### Pole position et record du tour
- Pole position :  Charles Leclerc (Ferrari) en 1 min 41 s 218 (213,507 km/h)[16].
- Meilleur tour en course :  Max Verstappen (Red Bull-Honda) : en 1 min 44 s 481 (206,840 km/h) au quarante-quatrième tour ; ayant abandonné, le point bonus associé au meilleur tour en course n'est pas attribué[17].

### Tours en tête
- Charles Leclerc (Ferrari) : 1 tour (1)[18]
- Lewis Hamilton (Mercedes) : 9 tours (2-10)
- Max Verstappen (Red Bull-Honda) : 29 tours (11 / 18-45)
- Sergio Pérez (Red Bull-Honda) : 8 tours (12-13 / 46-51)
- Sebastian Vettel (Aston Martin-Mercedes) : 4 tours (14-17)

## Classements généraux à l'issue de la course
| Pos. | Pilote             | Écurie                | Points |
| ---- | ------------------ | --------------------- | ------ |
| 1    | Max Verstappen     | Red Bull-Honda        | 105    |
| 2    | Lewis Hamilton     | Mercedes              | 101    |
| 3    | Sergio Pérez       | Red Bull-Honda        | 69     |
| 4    | Lando Norris       | McLaren-Mercedes      | 66     |
| 5    | Charles Leclerc    | Ferrari               | 52     |
| 6    | Valtteri Bottas    | Mercedes              | 47     |
| 7    | Carlos Sainz Jr.   | Ferrari               | 42     |
| 8    | Pierre Gasly       | AlphaTauri-Honda      | 31     |
| 9    | Sebastian Vettel   | Aston Martin-Mercedes | 28     |
| 10   | Daniel Ricciardo   | McLaren-Mercedes      | 26     |
| 11   | Fernando Alonso    | Alpine-Renault        | 13     |
| 12   | Esteban Ocon       | Alpine-Renault        | 12     |
| 13   | Lance Stroll       | Aston Martin-Mercedes | 9      |
| 14   | Yuki Tsunoda       | AlphaTauri-Honda      | 8      |
| 15   | Antonio Giovinazzi | Alfa Romeo-Ferrari    | 1      |
| 16   | Kimi Räikkönen     | Alfa Romeo-Ferrari    | 1      |

| Pos. | Écurie                | Points |
| ---- | --------------------- | ------ |
| 1    | Red Bull-Honda        | 174    |
| 2    | Mercedes              | 148    |
| 3    | Ferrari               | 94     |
| 4    | McLaren-Mercedes      | 92     |
| 5    | AlphaTauri-Honda      | 39     |
| 6    | Aston Martin-Mercedes | 37     |
| 7    | Alpine-Renault        | 25     |
| 8    | Alfa Romeo-Ferrari    | 2      |

## Statistiques
Le Grand Prix d'Azerbaïdjan 2021 représente :
- la 9e pole position de Charles Leclerc, sa deuxième consécutive, toutes obtenues avec Ferrari[21] ;
- la 2e victoire de Sergio Pérez[22] ;
- la 67e victoire de Red Bull Racing[23] ;
- la 81e victoire de Honda en tant que motoriste[24] ;
- le 1er podium d'Aston Martin[25].

Au cours de ce Grand Prix :
- la séance de qualification est interrompue à quatre reprises par un drapeau rouge à cause des accidents de Lance Stroll et d'Antonio Giovinazzi en Q1, de Daniel Ricciardo en Q2 et de Yuki Tsunoda et Carlos Sainz Jr. en Q3, ce qui n'était pas arrivé depuis le Grand Prix de Hongrie 2016[26] ;
- le virage no 15, où les pilotes freinent à 300 km/h pour aborder une courbe à gauche en descente et en léger dévers, piège, lors de chaque séance, de nombreux pilotes qui partent dans l'échappatoire ou fracassent leurs monoplaces dans les protections : Lewis Hamilton et Charles Leclerc le vendredi, Max Verstappen et Carlos Sainz Jr. le samedi matin en essais libres puis Lance Stroll et Antonio Giovinazzi lors des qualifications[27] ;
- le circuit urbain de Bakou connaît un poleman différent ainsi qu'un vainqueur différent à chacun des cinq Grands Prix qui s'y sont déroulés[28],[29] ;
- Sergio Pérez est le premier pilote de l'ère hydride (depuis 2014) à s'imposer avec deux écuries différentes : Racing Point F1 Team en 2020 et désormais Red Bull Racing[30].
- Lando Norris reste le seul pilote à avoir marqué des points dans les six manches disputées cette saison[31] ;
- une série de 54 Grands Prix disputés terminés consécutivement dans les points (positif au Covid-19, il n'était pas présent au Grand Prix de Sakhir 2020) s'achève à Bakou pour Lewis Hamilton[32] ;
- Sebastian Vettel est élu « Pilote du jour » à l'issue d'un vote organisé sur le site officiel de la Formule 1[33] ;
- pour la première fois depuis 55 Grands Prix et le Grand Prix d'Autriche 2018, Mercedes Grand Prix termine hors des points[34] ;
- Enrique Bernoldi (28 Grands Prix disputés entre 2001 et 2002 avec Arrows) remplace Mika Salo initialement prévu comme assistant des commissaires de course pour ce Grand Prix[35],[36].